# Green Bay Packers 1948
La stagione 1948 dei Green Bay Packers è stata la 28ª della franchigia nella National Football League. La squadra, allenata da Curly Lambeau, ebbe un record di 3-9, terminando quarta nella NFL Western division.

## Roster
| Roster dei Green Bay Packers nel 1948 |
| --- |
| Quarterback - Jack Jacobs - Perry Moss Running Back - Tony Canadeo - Ed Cody - Ralph Earhart - Bob Forte - Ted Fritsch - Earl Girard - Fred Provo - Ken Roskie - Walt Schlinkman - Bruce Smith - Ed Smith - Pat West Wide Receiver - Ted Cook - Larry Craig - Clyde Goodnight - Nolan Luhn - Gene Wilson Tight End {{{te}}} Offensive Linemen - Lloyd Baxter - Ed Bell - Ralph Davis - Don Deeks - Bob Flowers - Jim Kekeris - Urban Odson - Larry Olsonoski - Baby Ray - Jay Rhodemyre - Damon Tassos - Evan Vogds - Dick Wildung Defensive Linemen - Ted Cremer - Paul Lipscomb - Ed Neal - Don Wells Linebacker {{{lb}}} Defensive Back {{{db}}} Special Team {{{st}}} |
| Legenda - I rookie sono in corsivo. - Il primo ruolo è il principale mentre gli eventuali successivi indicano i ruoli secondari. - (IR) sta per Injured Reserve ed indica la lista ristretta per un solo giocatore infortunato che può tornare ad allenarsi dopo la settimana 6 e a rientrare in prima squadra dopo che questa ha giocato 8 partite. - (NF-Inj.) / (NF-Ill.) stanno rispettivamente per Non-Football Injured e Non-Football Illness ed indicano le liste dove viene inserito un giocatore che ha un infortunio o una malattia non dipendente dal football americano. - (PUP) sta per Physically Unable to Perform ed indica la lista dove viene inserito un giocatore mentre è in attesa di recuperare la condizione fisica. Nella stagione regolare dopo la sesta partita giocata dalla propria squadra, il giocatore ha tempo tre settimane per riprendere ad allenarsi, più tre settimane aggiuntive dal suo rientro agli allenamenti per rientrare in prima squadra. |

## Calendario
| Stagione regolare |                   |                        |           |
| Turno             | Data              | Avversario             | Risultato |
| 1                 | 17 settembre 1948 | at Boston Yanks        | V 31–0    |
| 2                 | 26 settembre 1948 | Chicago Bears          | S 45–7    |
| 3                 | 3 ottobre 1948    | Detroit Lions          | V 33–21   |
| 4                 | 10 ottobre 1948   | Chicago Cardinals      | S 17–7    |
| 5                 | 17 ottobre 1948   | Los Angeles Rams       | V 16–0    |
| 6                 | 24 ottobre 1948   | Washington Redskins    | S 23–7    |
| 7                 | 31 ottobre 1948   | at Detroit Lions       | S 24–20   |
| 8                 | 7 novembre 1948   | at Pittsburgh Steelers | S 38–7    |
| 9                 | 14 novembre 1948  | at Chicago Bears       | S 7–6     |
| 10                | 21 novembre 1948  | New York Giants        | S 49–3    |
| 11                | 28 novembre 1948  | at Los Angeles Rams    | S 24–10   |
| 12                | 5 dicembre 1948   | at Chicago Cardinals   | S 42–7    |

## Classifiche
| NFL Western Division |    |    |   |      |     |     |     |     |
|                      | V  | S  | P | %    | DIV | PF  | PS  | STR |
| Chicago Cardinals    | 11 | 1  | 0 | .917 | 7–1 | 395 | 226 | V10 |
| Chicago Bears        | 10 | 2  | 0 | .833 | 7–1 | 375 | 151 | S1  |
| Los Angeles Rams     | 6  | 5  | 1 | .545 | 3–5 | 327 | 269 | V3  |
| Green Bay Packers    | 3  | 9  | 0 | .250 | 2–6 | 154 | 290 | S7  |
| Detroit Lions        | 2  | 10 | 0 | .167 | 1–7 | 200 | 407 | S3  |

Nota:  i pareggi non venivano conteggiati ai fini della classifica fino al 1972.